# Convolvulus scoparius
Convolvulus scoparius L.f., conocido como leñanoel, es una especie de arbusto perenne perteneciente a la familia Convolvulaceae originaria de la Macaronesia.

## Descripción
Convolvulus scoparius pertenece al grupo de especies arbustivas erectas. Se diferencia por sus hojas, que son linear-filiformes y por sus inflorescencias axilares o terminales, con pocas flores de color blanco o rosado.

## Distribución
Especie endémica de las islas de El Hierro, La Palma, La Gomera, Tenerife y Gran Canaria, en el archipiélago de Canarias ―España―.

## Taxonomía
Convolvulus scoparius fue descrita por Carlos Linneo el Joven y publicada en Supplementum Plantarum en 1782.
Etimología
Convolvulus: nombre genérico que procede del latín convolvere, que significa 'enredar'.
scoparius: epíteto latino que significa 'escopario', es decir con forma de escoba, aludiendo a la apariencia de las ramas de la planta.
Sinonimia
- Breweria scoparia (L.f.) Lindl.
- Rhodorhiza scoparia (L.f.) Webb

## Estado de conservación
Se encuentra protegida por la Orden de 20 de febrero de 1991 sobre protección de especies de la flora vascular silvestre de la Comunidad Autónoma de Canarias, incluyéndose en su Anexo II.

## Nombres comunes
Se conoce como leñanoel o retamón.
Philip Barker Webb y Sabin Berthelot recogieron también el nombre vernáculo de noel chagil para esta especie en su obra Histoire naturelle des Îles Canaries.